# Allotinus lenaia
Allotinus lenaia är en fjärilsart som beskrevs av Hans Fruhstorfer 1913. Allotinus lenaia ingår i släktet Allotinus och familjen juvelvingar. Inga underarter finns listade i Catalogue of Life.